# بطولة الأمم الرئيسية 1900
بطولة الأمم الرئيسية 1900 (بالإنجليزية: 1900 Home Nations Championship)‏ هو الموسم 18 من  بطولة الأمم الرئيسية. كان عدد الأندية المشاركة فيه  4، وفاز فيه منتخب ويلز الوطني لاتحاد الرغبي.